# Gouette
Gouette es una localidad de Santa Lucía que forma parte del distrito de Micoud.